# Haliplus cubensis
Haliplus cubensis är en skalbaggsart som beskrevs av Chapin 1930. Haliplus cubensis ingår i släktet Haliplus och familjen vattentrampare. Inga underarter finns listade i Catalogue of Life.